# 聖馬丁鎮區 (明尼蘇達州斯特恩斯縣)
聖馬丁鎮區（英語：St. Martin Township）是位於美國明尼蘇達州斯特恩斯縣的一個行政鎮區，於1863年設立。

## 地方資料
聖馬丁鎮區的面積為89.90平方千米，當中陸地面積為89.30平方千米，而水域面積為0.60平方千米。根據2020年美國人口普查的數據，當地共有人口438人，而人口密度為每平方千米4.87人。